# Phymatostetha moultoni
Phymatostetha moultoni är en insektsart som beskrevs av William Lucas Distant 1914. Phymatostetha moultoni ingår i släktet Phymatostetha och familjen spottstritar. Inga underarter finns listade i Catalogue of Life.